# Финк, Роберт
Роберт Финк (англ. Robert Finke; род. 6 ноября 1999, Клируотер, Флорида) — американский пловец, трёхкратный олимпийский чемпион, чемпион мира 2022 года.
Финк известен своим друзьям по прозвищу Бобби. В настоящее время он выступает за команду Университета Флориды в Гейнсвилле, штат Флорида.

## Биография и спортивная карьера
Родился 6 ноября 1999 года городе Тампа, Флорида, США.
В 14 лет Финк побил рекорд чемпионата штата Флорида в возрастной группе (FLAGS) на 800 м вольным стилем со временем 8: 25.20. Он побил рекорд соревнований на 1500 м вольным стилем, показав время 15: 56,82. Финк также выиграл чемпионат США по плаванию среди юниоров на открытой воде, заняв первое место среди пловцов моложе 18 лет. Финк финишировал седьмым в общем зачёте в составе как профессиональных пловцов на открытой воде, так и студенческих пловцов.
Роберт Финк в настоящее время занимается плаванием в Университете Флориды в Гейнсвилле, штат Флорида. Финк помог мужской команде Florida Gators по плаванию и прыжкам в воду из Университета Флориды набрать много очков на соревнованиях чемпионатов конференций 2019, 2020 и 2021 годов. Главный тренер Финк — Энтони Нести . Во время учёбы в Университете Флориды Финк заслужил множество похвал. Среди этих наград — четырёхкратный Всеамериканский чемпионат, первая команда All-SEC 2020 года, чемпион SEC 2020 года (1650 бесплатно), академическая награда SEC 2020 года, чемпион SEC 2019 года (1650 бесплатных и 400 мгновенных сообщений), 2019 All-SEC First- Команда, пловец года среди первокурсников SEC 2019 и команда всех первокурсников SEC 2019.

## Олимпиада 2020 в Токио
В 2021 году Финк стал одним из 53 пловцов, которые представляли США на Олимпийских играх 2020 года в Токио. Он квалифицировался как на 800 м вольным стилем, так и на 1500 м вольным стилем, заняв первое место в обеих дисциплинах.
В своём первом олимпийском соревновании Финк выиграл золото на 800 метров вольным стилем среди мужчин, установив новый американский рекорд со временем 7: 41,87. Он также занял первое место в заплыве на 1500 м вольным стилем среди мужчин со временем 14:39:65, что сделало его первым американцем, выигравшим это мероприятие с 1984 года.
В финале обоих соревнований Финк был позади, оставалось 50 метров до финиша, но на последней минуте сделал рывок к победе. Он проплыл последние 50 метров дистанции 1500 всего за 25,78 секунды, — быстрее, чем последний круг любого участника в финальных соревнованиях на 200 метров среди мужчин, и более чем на полсекунды быстрее, чем 26,39 секунды в своём собственном финале.